# Bobby Rondinelli

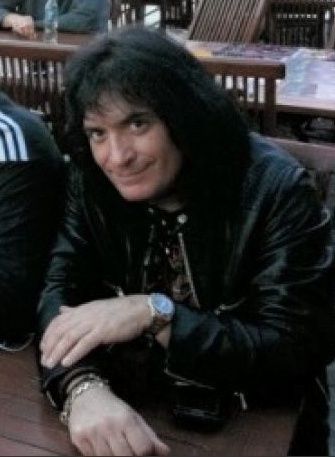
Bobby Rondinelli (2011)

Bobby Rondinelli (* 27. Juli 1955 in New York City) ist ein US-amerikanischer Schlagzeuger.

## Anfangsjahre
Bobby Rondinelli lernte ab dem Alter von elf Jahren, Schlagzeug zu spielen. Bereits davor spielte er Gitarre. Im Alter von 13 Jahren spielte er in seiner ersten Band The Wanderers. Sie spielten auf Schulbällen und Bruderschaften-Treffen. Zudem gründete er mit seinem Bruder Teddy die Band Tusk. Er spielte noch in einer Band namens Samantha.

## Aufstieg bei Rainbow (1980–1982)
1980 scheiterte Rondinelli bei dem Versuch, neuer Schlagzeuger für Kiss zu werden. Die Band entschied sich für Eric Carr, weil dieser besser singen konnte, was bei Kiss im Background-Gesang wichtig ist. Im selben Jahr rief Ritchie Blackmore Rondinelli an und fragte ihn, ob er zu dessen Band Rainbow kommen wolle, um dort Cozy Powell zu ersetzen. Rondinelli, damals noch bei Samantha, willigte ein. Die Band bestand damals neben Blackmore und Rondinelli aus Roger Glover, Don Airey und Joe Lynn Turner. In dieser Besetzung veröffentlichte die Band 1981 das Album Difficult to Cure. Im selben Jahr verließ Don Airey die Band und wurde durch David Rosenthal ersetzt. In dieser Besetzung erschien 1982 das Album Straight Between the Eyes. Danach verließ Rondinelli die Band.

## Weitere Wege (1982–1993)
1983 war er an der Entstehung des Albums Love at First Sting der Scorpions beteiligt. Jedoch wurden die Spuren von ihm und Jimmy Bain, die in den Polar Studios in Schweden entstanden, nicht benutzt. 1984 gründete er mit seinem Bruder Teddy (Gesang, Gitarre) die Band Rondinelli. 1985 erschien das Album Wardance mit Ray Gillen am Gesang, James LoMenzo am Bass und Corey Davidson an den Keyboards. Daraufhin ging er in die Band von Doro Pesch. Er veröffentlichte mit ihr 1989 das Album Force Majeure. 1990 ging er zu Quiet Riot, mit denen er 1993 das Album Terrified veröffentlichte. Kurz darauf endete die Zusammenarbeit und Rondinelli gründete mit Ex-Rondinelli Sänger Ray Gillen die Band Sun Red Sun. Dieser verstarb jedoch kurz darauf an AIDS.

## Black Sabbath & Blue Öyster Cult (1993–2004)
1994 veröffentlichten Black Sabbath mit Rondinelli am Schlagzeug das Album Cross Purposes. Neben Rondinelli waren Tony Iommi (Gitarre), Geezer Butler, Tony Martin (Gesang) und Geoff Nichols (Keyboards) in der Band. Am 13. April 1994 nahm die Band im Hammersmith Apollo in London das Live-Album Cross Purposes Live auf. Im Juni 1994 verließ er Black Sabbath aufgrund vertraglicher Probleme. Daraufhin veröffentlichte er 1995 das Album Sun Red Sun von der gleichnamigen Band, die aufgrund Ray Gillens Tod zwei Jahre zuvor zerbrochen war. Es handelte sich um die Originalaufnahmen, die jedoch zuvor nicht veröffentlicht wurden. Von 1995 bis 1996 kehrte er jedoch noch einmal zu Black Sabbath zurück. Da Geezer Butler Black Sabbath erneut verließ, war nun Neil Murray am Bass. Von 1997 bis 2004 spielte Rondinelli bei der Band Blue Öyster Cult. Neben Eric Bloom und Donald „Buck Dharma“ Roeser spielte er dort mit Danny Miranda (Bass) und Allen Lanier (Keyboards, Gitarre). Er veröffentlichte mit der Band 3 Alben.
Parallel dazu gründete er mit Tony Martin (Gesang) und Neil Murray (Bass) die Band Rondinelli wieder. Auch sein Bruder Teddy war dabei. Sie veröffentlichte 2002 das Album Our Cross, Our Sins. Währenddessen spielte Rondinelli auch bei Riot, The Lizards und The Sign.

## Aktuell (seit 2004)
2008 erschien mit Archeology das letzte Album von Bobby Rondinelli mit The Lizards, die er gemeinsam mit Randy Pratt (Bass, Ex-Cactus) und Patrick Klein (Gitarre) betrieb. 2013 vermeldete der deutsche Gitarrist Axel Rudi Pell, dass Bobby Rondinelli sein neuer Schlagzeuger sei. Er ersetzte Mike Terrana und spielte erstmals auf dem Album Into The Storm (2014).

## Diskografie von Rondinelli

### Rainbow
- Difficult to Cure (1981)
- Straight Between the Eyes (1982)
- Finyl Vinyl (1986)

### Rondinelli
- Wardance (1985)
- Our Cross, Our Sins (2002)

### Doro
- Force Majeure (1989)

### Quiet Riot
- Terrified (1993)

### Black Sabbath
- Cross Purposes (1994)
- Cross Purposes Live (1995)

### Sun Red Sun
- Sun Red Sun (1995)
- Lost Tracks (1999)
- Sunset (2000)

### Dali Gaggers
- Just ad Nauseam (1998)
- Confessions of a Spooky Kid (1998)

### Blue Öyster Cult
- Heaven Forbid (1998)
- Curse of the Hidden Mirror (2001)
- A Long Day's Night (2002)

### The Sign
- Signs of Life (2000)

### Riot
- Through the Storm (2002)

### The Lizards
- Rule (2003)
- The live ! (2005)
- Cold blooded kings (2005)
- Against all odds (2006)
- Archeology (2008)

### Axel Rudi Pell
- Into the Storm (2014)
- Game of Sins (2016)
- Knights Call (2018)

### Michael Schenker Group (MSG)
- Universal (2022) (Rondinelli spielt auf diesem Album von Michael Schenker lediglich als Gast im Lied „A King has gone“ (eine Hommage an Ronnie James Dio) das Schlagzeug.)

## Internetquellen
- Biographie bei drummerworld.com, zuletzt abgerufen am 15. September 2014
- Informationen zu Bobby Rondinelli bei Black Sabbath Online, zuletzt abgerufen am 15. September 2014
- Biographie bei Paiste, zuletzt abgerufen am 15. September 2014